# Джонс, Джеймс Логан

Джеймс Логан Джонс-младший (англ. James L. Jones; род. 19 декабря 1943 года, Канзас-Сити, штат Миссури) — американский военный, полный (четырёхзвёздный) генерал морской пехоты США в отставке.
Возглавлял командование США в Европе (COMUSEUCOM). С 2003 по 2006 он был главнокомандующим силами НАТО в Европе, 32-м главой корпуса морской пехоты США с июля 1999 по январь 2003. Джонс ушёл в отставку 1 февраля 2007 после 40-летней военной службы.
После отставки из корпуса морской пехоты Джонс остался вовлечённым в вопросы национальной безопасности и иностранной политики. В 2007 Джонс был председателем независимой комиссии Конгресса сил безопасности в Ираке, где исследовал возможности иракской полиции и вооружённых сил. В ноябре 2007 госсекретарь США назначил его специальным посланником по вопросам безопасности на Ближнем Востоке. С июня 2007 по январь 2009 он был председателем Атлантического совета США, тогда и получил пост советника по национальной безопасности.

## Ранние годы
Сын Джеймса Л. Джонса-старшего, морского пехотинца, получившего награды в ходе второй мировой войны и племянник Уильяма К. Джонса прославленного генерал-лейтенанта морской пехоты, участника второй мировой, корейской и вьетнамской войн. Отец Джеймса был офицером группы наблюдаталей морской пехоты, позднее возглавлял разведывательный батальон амфибий. Джонс-младший провёл свои юные годы во Франции, где закончил американскую школу в Париже, после чего вернулся в Соединённые Штаты для того, чтобы закончить там школу иностранной службы Эдмунда Уолша, Джорджтаунского университета, где он в 1966 получил степень бакалавра. Благодаря своему высокому росту (1,93 м) он играл за баскетбольную команду «Джорджтаун Хойяс» на позиции центрального нападающего.

## Военная служба

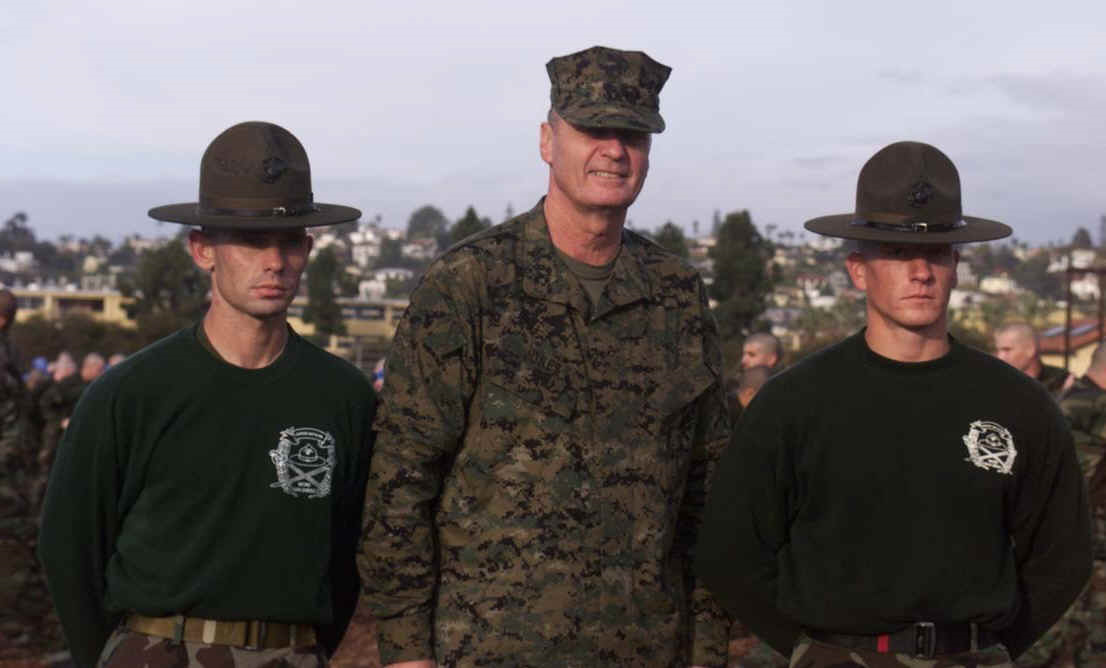
Джонс на учебной базе подготовки рекрутов в Сан-Диего, январь 2002, в ранней версии боевой формы морской пехоты, цвета MARPAT для лесной местности

В январе 1967 Джонс был призван в Корпус морской пехоты, где получил звание второго лейтенанта. В октябре 1967 после окончания базовой школы на базе морской пехоты Куантико, штат Виргиния он был направлен в Южный Вьетнам, где возглавил взвод а потом роту Golf 2-го батальона 3-го полка морской пехоты. В июне 1968 он получил звание первого лейтенанта.
В декабре 1968 Джонс вернулся в США и получил назначение на базу морской пехоты Кемп-Пендлтон, штат Калифорния, где до мая 1970 служил ротным командиром. Затем он получил назначение в казармы морской пехоты в Вашингтоне, где до июля 1973 продолжил служить ротным. В декабре 1970 он получил звание капитана. С июля 1973 по июнь 1974 он был студентом военной школы амфибий, университета морской пехоты на базе морской пехоты Куантико.
В ноябре 1974 он получил приказ о назначении в 3 дивизион морской пехоты на базе морпехов Батлер (Окинава, Япония), где он до декабря 1975 командовал ротой Н 2-го батальона 9-го полка морской пехоты.
С января 1976 по август 1979 Джонс служил в управлении назначений офицеров в штабе Корпуса морской пехоты (Вашингтон). В июле 1977 он получил звание майора. Следующим его назначением стало пост офицера связи морской пехоты в Сенате США, где он пробыл до июля 1984, его первым командиром был капитан флота Джон Маккейн. В сентябре 1982 Джонса повысили в звании до подполковника.

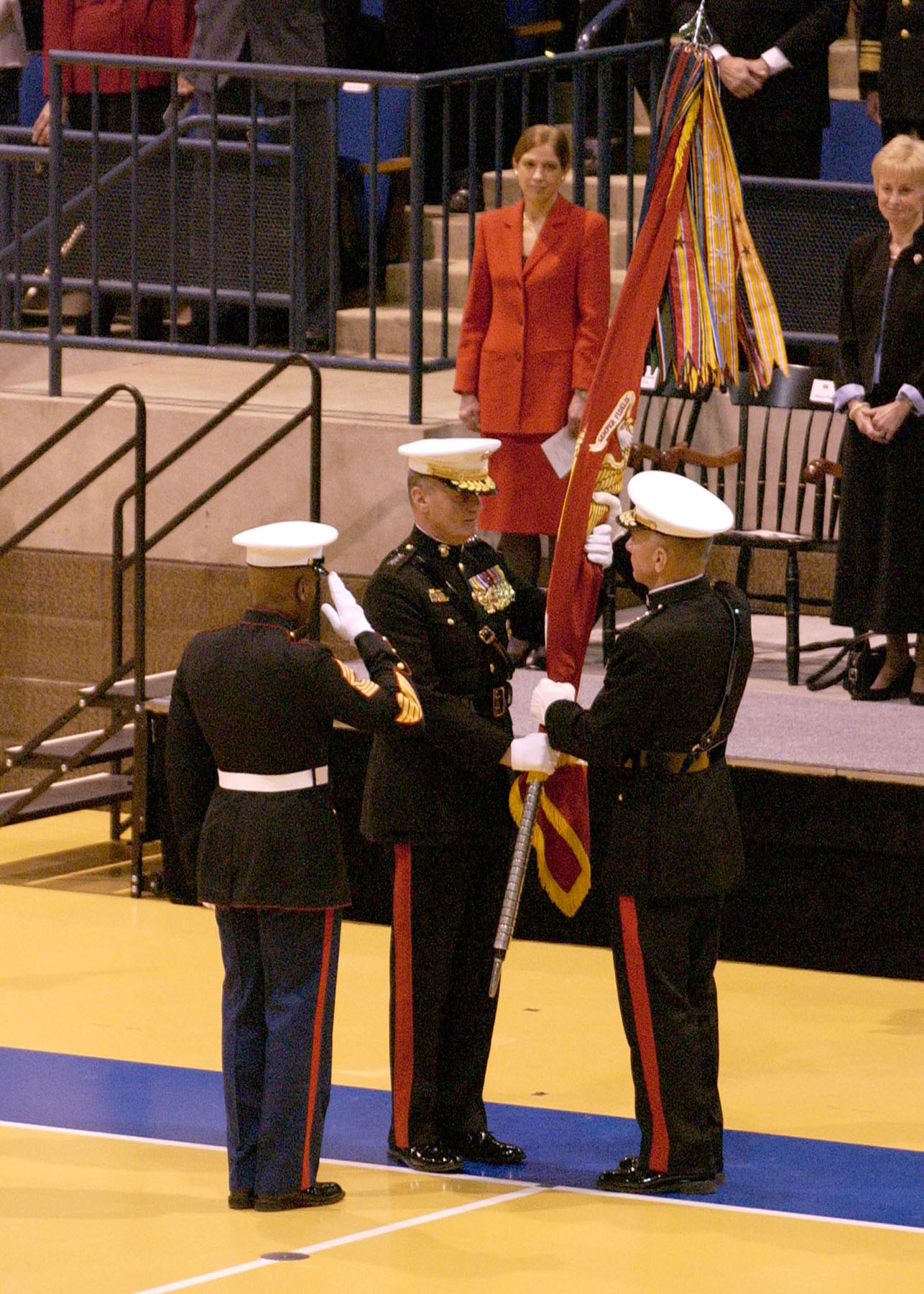
Церемония передачи командования, 13 января 2003. Сержант-майор КМП Альфорд МакМайкл (слева) отдаёт честь ген. Джонсу (в центре), который передаёт командование ген. Хейджи (справа)

Кандидатура Джонса была выбрана для учёбы в Национальном военном колледже, Вашингтон. Окончив обучение в июне 1985 он возглавил 3-й батальон 9-го полка 1-й дивизии морской пехоты в Кемп-Пендлтон, Калифорния с июля 1985 по июль 1987.
В августе 1987 Джонс вернулся в штаб Корпуса, где служил старшим адъютантом командующего Корпусом. В апреле 1988 он получил звание полковника, в феврале 1989 стал военным секретарём командующего Корпусом. С августа 1990 командир 24-го экспедиционного отряда на базе морской пехоты Lejeune, Северная Каролина. Командуя 24-м он принял участие в операции Provide Comfort в северном Ираке и Турции. 23 апреля 1992 — бригадный генерал. 15 июля 1992- заместитель командующего европейского командования сил НАТО в Штутгарте, Германия. Начальник штаба гуманитарной операции Provide Promise в ходе её выполнения в Боснии, Герцеговине и Македонии.
Вернулся в США и в июле 1994 произведён в генерал-майоры. Возглавил 2-ю дивизию морской пехоты, атлантического командования морской пехоты. В 1996 директор экспедиционного военного дивизиона, в управлении руководителя военно-морскими операциями, затем он был заместителем начальника штаба планирования, политики и операций штаба морской пехоты в Вашингтоне. 18 июля 1996 — произведён в генерал-лейтенанты и назначен военным помощником министра обороны.

## На высших должностях
21 апреля 1999 выбран для производства в полные генералы и для назначения 32-м командующим Корпуса морской пехоты. 30 июля 1999 произведён в генералы, пост командующего занял 1 июля 1999. Пребывал на этом посту до января 2003, передав этот пост генералу Майклу Хейджи.
Среди многих нововведений на этом посту Джонс пересмотрел развитие камужляжной формы MARPAT (Marine Pattern) и принял программу ближнего боя (Marine Corps Martial Arts Program). Это пришлои на смену форме M81 Woodland uniforms и боевой системе LINE соответственно.

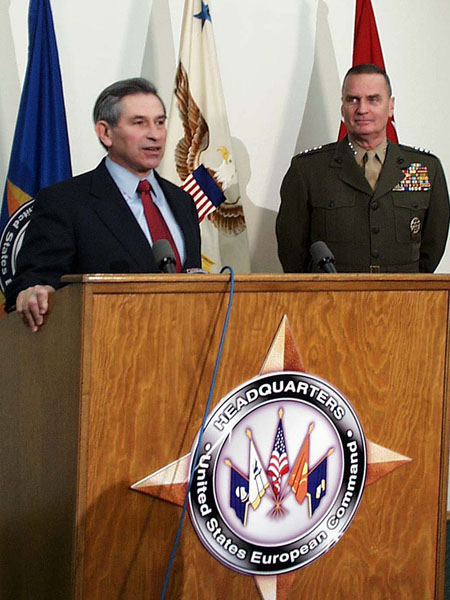
Заместитель министра обороны Пол Вулфовиц и ген. Джонс на пресс-конференции, где было объявлено о назначении Джонса на пост главнокомандующего сил НАТО в Европе (EUCOM Commander)

16 января 2003 принял пост главнокомандующего сил НАТО (EUCOM Commander) в Европе (он стал первым генералом морской пехоты, занявшим этот пост) и на следующий день занял его.
Вообще военные из корпуса морской пехоты начали занимать столь высокие посты в министерстве обороны лишь сравнительно недавно. С декабря 2006 Джонс стал одним из пяти полных генералов, превосходящих по званию текущего коменданта Корпуса Дж. Конвея по старшинству и по званию: другие четверо — председатель объединённого комитета начальников штабов Питер Пейс, бывший командир Корпуса Майкл Хейджи, глава стратегического командования Джеймс Картрайт и помощник коменданта Роберт Магнус.
На посту главнокомандующего Джонс возглавил верховное командование силами НАТО в Европе которому подчиняются вооружённые силы НАТО в Европе из верховного штаба союзнических сил в Европе, (Монс, Бельгия). 7 декабря 2006 Джонс сдал пост главнокомандующего генералу армии США Джону Крэддоку. Джонс отказался сменить генерала Джона Абизаида на посту главы центрального командования США и 4 декабря 2006 оставил пост главнокомандующего. В феврале 2007 он подал в отставку из Корпуса морской пехоты.

## Деятельность в бизнес-сфере
После отставки Джонс стал президентом институт энергии 21-столетия (филиала Торговой палаты США) с июня 2007 был председателем совета директоров американского атлантического совета, в январе 2009 принял пост советника по национальной безопасности президента США. Он был членом ведущей коалиции проекта реформы национальной безопасности и председателем независимой комиссии сил безопасности в Ираке.
Июнь 2007 — 15 декабря 2008 член совета директоров компании Боинг, служил в комитетах по финансам и аудиту.
Октябрь 2007 — январь 2009 член совета директоров компании частной компании Cross Match Technologies занятой проблемам биометрии..
С 2007 по 2008 и снова с 2011 Джонс был принят в совет попечителей организации Center for Strategic and International Studies (CSIS), служил как мозговой центр комиссии экспертов
май 2008 — 5 декабря 2008 член совета директоров энергетической корпорации Chevron, там он служил в комитете правления и назначений и в комитете связей с общественностью.
.
Покинув ряды администрации президента Обамы Джонс в 2011 вернулся в Торговую палату
Совет директоров компании General Dynamics выбрал Джонса директором корпорации, он вступил в должность 3 августа 2011. Также, 13 января 2012, Джонс стал старшим советником Deloitte Consulting LLP, работая с федеральными фластями и консультируя клиентов по коммерческим вопросам в отделе Department of Defense и Intel. В начале 2013 Джонс поступил на OxiCool Inc’s Advisory Board.
Согласно данным первого доклада при возвращении к государственной службе в 2009 Джонс получал в год сумму в 900 тысяч оклада и премий от Торговой палаты, 330 тысяч как один из директоров Боинга и 290 тысяч от компании Chevron.

## Дипломатическое поприще
Госсекретарь Кондолиза Райс после отставки Роберта Зеллика дважды предлагала Джонсу пост своего заместителя, но Джонс отказался..
25 мая 2007 Конгресс созвал независимую комиссию сил безопасности в Ираке, чтобы в течение 120 дней оценить возможности вооружённых сил Ирака и полиции. Джонс был председателем данной комиссии и 6 сентября 2007 сделал доклад Конгрессу с предупреждением о серьёзной неполноценности иракского министерства внутренних дел и национальной полиции. 
28 ноября 2007 Райс назначила Джонса специальным посланником по вопросам безопасности на Ближнем Востоке, он работал с представителями Израиля и Палестины по вопросам безопасности..
Джонс работал старшим сотрудником Bipartisan Policy Center (BPC), где занимался вопросами связанными с национальной безопасностью и энергией Джонс также был сопредседателем BPC’s Energy Project.

## Советник по национальной безопасности

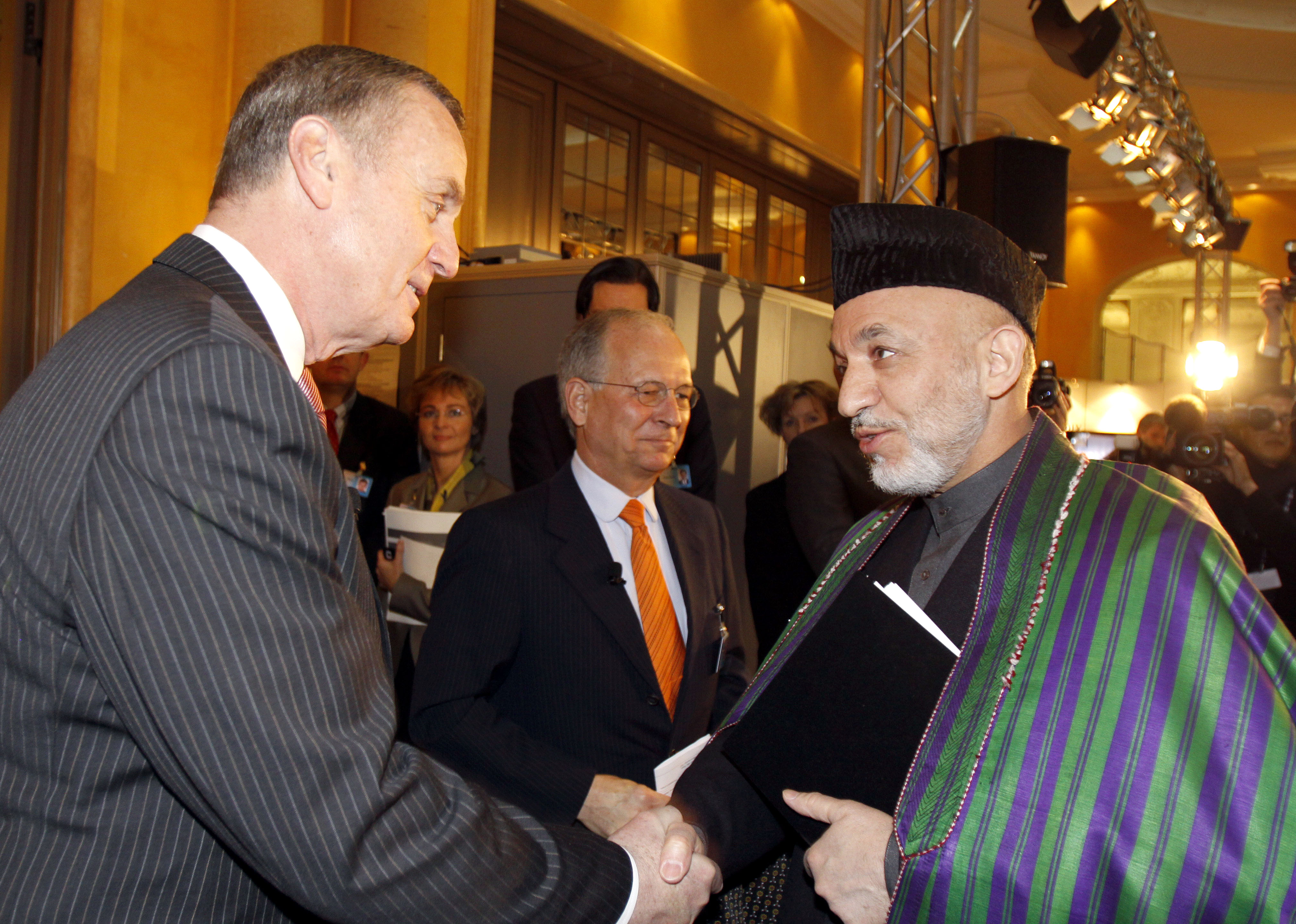
Джонс и президент Афганистана Хамид Карзай.

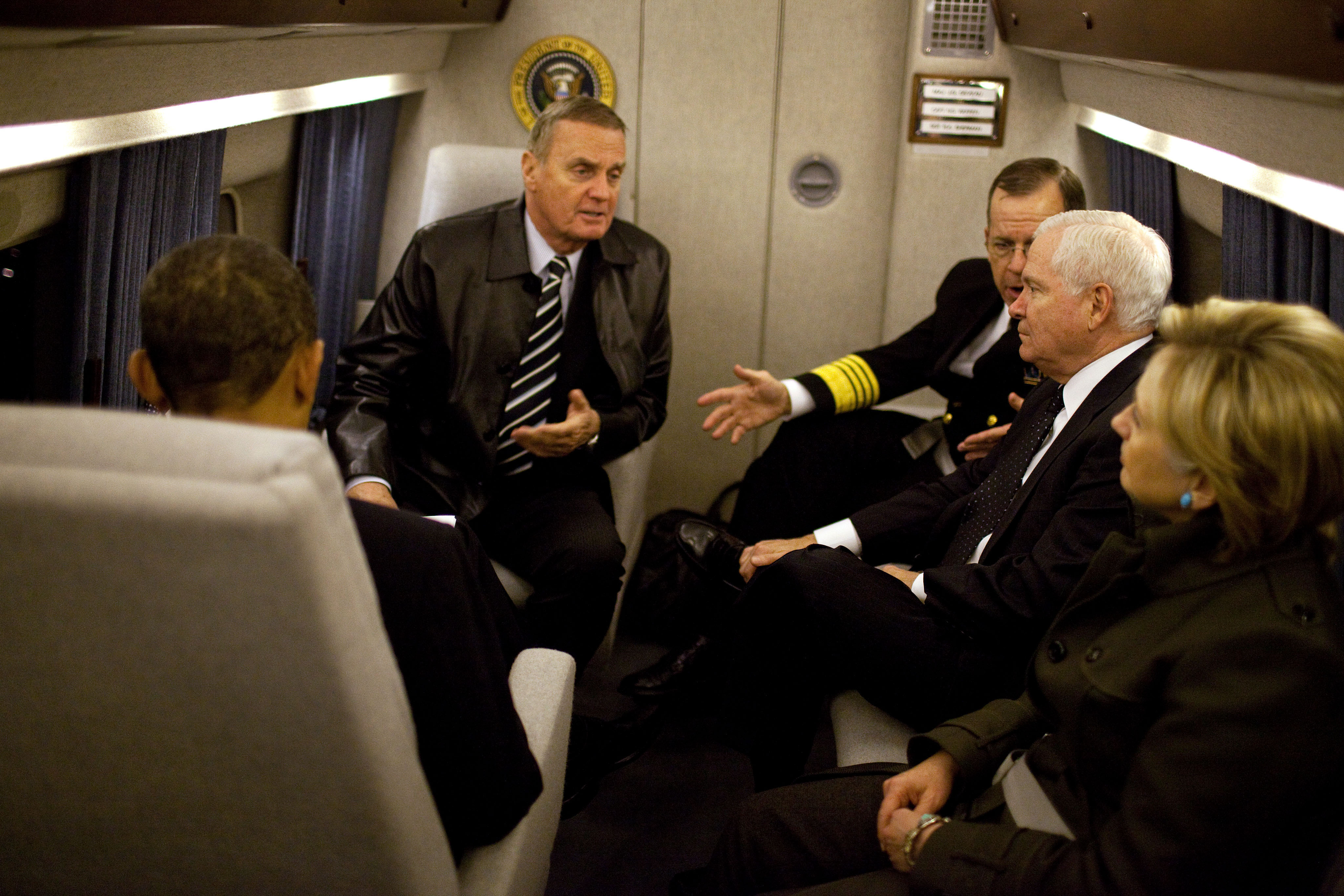
Обама, Джонс, Клинтон, Гейтс и Маллен на борту VH-3D Sea King Marine One/

1 декабря 2008 избранный президент Обама объявил о выборе Джонса на пост советника по национальной безопасности. (советник назначается президентом без одобрения кандидатуры Сенатом).
Это стало неожиданностью. По словам Майкла Кроули: "Эти двое [Обама и Джонс] вообще не встречались до того как Марк Липперт, помощник Обамы по иностранным делам, до октября Джонс лишь дважды разговаривал с Обамой. «Кроули предполагает, что записи Джонса дают основание считать, что „он не обременён сильными идеологическими склонностями может бесстрастно оценивать идеи откуда они бы не пришли: слева или справа“ и „Возможно поэтому Обама выбрал его“. Джонс также был выбран так как он повсюду уважаем и возможно его способностей хватит на то чтобы управлять другими членами кабинета, людьми престижными и влиятельными. „Он не выступал как ярый противник кого бы то ни было в команде. Хотя он и плохо знает Гейтса у обоих есть опыт длительной работы в аппарате национальной безопасности. Джонс и Хилари Клинтон знакомы более близко, потому что Хилари знакома со многими военными после своей работы в сенатском комитете по вопросам армейской службы. Говорят, что они хорошо сработались во время конференции-2005 по вопросам политики национальной безопасности в Мюнхене. Джонс устроил небольшой обед в узком кругу, в числе приглашённых были Хилари Клинтон и сенатор-республиканец от штата Южная Каролина Линдси Грэм, согласно словам одного из присутствовавших после окончания вечера Джонс увёз Хилари на её машине чтобы поговорить с ней наедине (Отношения Джонса с Хиллари Клинтон остаются под вопросом)“.
После присяги Обамы 20 января 2009 Джонс занял свой пост. 8 октября 2010 Джонс объявил о своей отставки с поста советника по национальной безопасности, его место занял Томас Е. Донилон.
Он говорил, что ему помогал советами Генри Киссинджер.

## Некоторые цитаты
Согласно бывшему министру обороны Уильяму Коэну, у которого Джонс служил военным помощником Джонс всегда спокойно ведёт себя и методично решает проблемы, он способен рассматривать вопросы, как со стратегической, так и с тактической точки зрения». Пребывая на посту командира Корпуса Джонс часто подписывал сообщения по электронной почте «стрелок», так как он служил пехотным офицером.
Джонс убедил американского музыканта Тоби Кита, что тот должен записать и опубликовать свой популярный концертный хит «Courtesy of the Red, White, & Blue (The Angry American)».
Из речи перед морскими пехотинцами в июле 1999 вскоре после принятия должности командующего.

 Хорошо, что в Корпусе можно и повеселиться. Я хотел бы сказать, что мы — несовершенные люди, работающие в организации, пытающейся быть совершенной. Это благородное дело, но вы должны понять что здесь нет совершенства. [Ведь всё таки] мы люди.:

 Из речи Джонса на 45-й конференции по национальной безопасности в отеле Байеришер Хоф 8 февраля 2009. 

 Спасибо вам за то, что отдали должное Генри Киссинджеру. Как наиболее недавно избранный советник по национальной безопасности я получаю ежедневные приказы от доктора Киссинджера, которые проходят через генерала Брента Скукрофта и Сэнди Бергер. Мы спаянная команда в нынешнем совете по национальной безопасности.

В марте 2013 Джонс обращаясь к иранскому культурному обществу штата Мичиган заявил что с заключёнными в Гуантанамо обращаются «намного лучше», чем с иранцами в американском лагере в Ираке. Джонс подверг критике политику администрации Обамы в Иране.

## Награды
| Бронзовый пучок дубовых листьев · Бронзовый пучок дубовых листьев · Бронзовый пучок дубовых листьев | |  | |
| | Золотая звезда повторного награждения · Золотая звезда повторного награждения · Золотая звезда повторного награждения · Золотая звезда повторного награждения |  | |
| | Бронзовый пучок дубовых листьев · Бронзовый пучок дубовых листьев                                                                                             |  | Бронзовая звезда за службу · Бронзовая звезда за службу · Бронзовая звезда за службу · Бронзовая звезда за службу |
| | Бронзовая звезда за службу · Бронзовая звезда за службу |  | Бронзовая звезда за службу · Бронзовая звезда за службу · Бронзовая звезда за службу · Бронзовая звезда за службу |
| Бронзовая звезда за службу                                                                          | |  | Бронзовая звезда за службу · Серебряная звезда за службу · Бронзовая звезда за службу                             |
| Бронзовая звезда за службу                                                                          | |  | |
| | |  | |
| | |  | |
| | |  | |
| | |  | |

| 1-й ряд                                 | Медаль министерства обороны «За выдающуюся службу» с тремя бронзовоми дубовыми листьями | Медаль министерства обороны «За выдающуюся службу» с тремя бронзовоми дубовыми листьями | Медаль министерства обороны «За выдающуюся службу» с тремя бронзовоми дубовыми листьями | Медаль министерства обороны «За выдающуюся службу» с тремя бронзовоми дубовыми листьями      |
| 2-й ряд                                 | Серебряная звезда                                                                       | Орден «Легион почёта» с четырьмя звёздами повторного награждения                        | Бронзовая звезда с литерой V за доблесть                                                | Боевая ленточка                                                                              |
| 3-й ряд                                 | Благодарность президента США                                                            | Единая награда воинской части с двумя дубовыми листьями                                 | Благодарность части Военно-морского флота                                               | Похвальная благодарность армейской воинской части с четырьмя звёздами повторного награждения |
| 4-й ряд                                 | National Intelligence Distinguished Service Medal                                       | Медаль за службу национальной обороне с двумя звёздами повторного награждения           | Медаль экспедиционных вооружённых сил                                                   | Медаль «За службу во Вьетнаме» с четырьмя звёздами повторного награждения                    |
| 5-й ряд                                 | Медаль за службу в Юго-Западной Азии со звездой повторного награждения                  | Медаль «За службу в вооружённых силах»                                                  | Медаль «За гуманитарную помощь»                                                         | Navy Sea Service Deployment Ribbon с семью звёздами повторного награждения                   |
| 6-й ряд                                 | Navy & Marine Corps Overseas Service Ribbon со звездой повторного награждения           | Крест за храбрость (Южный Вьетнам) с бронзовой звездой                                  | Командор ордена Почётного легиона (Франция)                                             | Офицер ордена «За заслуги» (Франция)                                                         |
| 7-й ряд                                 | Meritorious Service Cross, post-nominal: M.S.C.                                         | Командор военного ордена Италии                                                         | Первый класс ордена Орлиного креста (Эстония)                                           | Командор большого креста ордена Великого князя Литовского Гядиминаса (Литва)                 |
| 8-й ряд                                 | Большой крест военного Ависского ордена (Португалия)                                    | Большой крест со звездой и плечевой лентой ордена «За заслуги перед ФРГ» (Германия)     | Вьетнамский крест за храбрость (групповая награда для подразделения) (Южный Вьетнам)    | Медаль «За гражданские действия» — (Южный Вьетнам)                                           |
| 9-й ряд                                 | NATO Meritorious Service Medal                                                          | Медаль НАТО «Бывшая Югославия»                                                          | Медаль вьетнамской кампании (Южный Вьетнам)                                             | Медаль освобождения (Кувейт)                                                                 |
| Значок верховного командования в Европе |                                                                                         |                                                                                         |                                                                                         |                                                                                              |